# Hermacha itatiayae
Espèce
Hermacha itatiayae est une espèce d'araignées mygalomorphes de la famille des Entypesidae.

## Distribution
Cette espèce est endémique de l'État de Rio de Janeiro au Brésil. Elle se rencontre vers Itatiaia.

## Description
La femelle holotype mesure 9 mm.

## Étymologie
Son nom d'espèce lui a été donné en référence au lieu de sa découverte, Itatiaia.

## Publication originale
- Mello-Leitão, 1923 : Theraphosideas do Brasil. Revista do Museu Paulista, vol. 13, p. 1-438.